# Henryk Małkowski
Henryk Paweł Małkowski (ur. 15 lipca 1881 Satanów na Podolu, zm. 17 lutego 1959 w Warszawie) – polski aktor filmowy i teatralny. 

## Życiorys
Jego rodzicami byli Konstanty i Izabela z Branickich. Po ukończeniu gimnazjum kształcił się w Klasie Dramatycznej przy Warszawskim Towarzystwie Muzycznym, Szkołę ukończył w 1902. We wrześniu debiutował w Płocku. W 1909 występował w warszawskim kabarecie „Momus”, a następnie brał udział w objeździe tego zespołu obejmującym m.in. Moskwę, Kijów, Wiedeń i Pragę. W sezonie 1910/11 występował w Teatrze Zjednoczonym w Warszawie, jesienią 1911 w Teatrze Miejskim w Łodzi. W czasie I wojny światowej. występował okresowo w warszawskim teatrze Aquarium, teatrze Miraż i Teatrze Artystycznym a w 1920 w Teatrze Bagatela, a w sezonie 1921/22 w Teatrze Reduta. 30 października 1920 ożenił się z aktorką Anielą Erlich (ps. Łomska). W 1922–1939 należał stale do zespołu Teatru Polskiego i Teatru Małego w Warszawie. Brał udział w imprezach objazdowych m.in. w 1924, w 1932–1936 grał też w Teatrze Narodowym i na innych scenach. Podczas II wojny światowej brał udział w tajnych koncertach w Warszawie i współpracował z konspiracyjnym PIST. Od 1946 do końca życia występował stale w Teatrze Polskim i Teatrze Kameralnym w Warszawie.
W latach 1916–1939 wystąpił w ok. trzydziestu pięciu polskich filmach. W 1905 przygotowywał przedstawienia szkolne w Łodzi, w okresie dwudziestolecia międzywojennyego często brał udział w porankach dla dzieci, a w 1936–1939 kierował teatrem dziecięcym, grającym poranki w Teatrze Wielkim, a następnie w sali na ulicy Karowej. Pracę tę ułatwiała mu niezwykła łatwość nawiązywania kontaktu z dziećmi. W 1924–1939 wielokrotnie wyjeżdżał wraz z żoną do polonijnych ośrodków robotniczych we Francji i w Niemczech i występował tam jako recytator i aktor. Był też organizatorem przedstawień amatorskich i kursów instruktorskich w środowiskach polonijnych. Opublikował Moje wspomnienia (Warszawa 1958).
Został pochowany na cmentarzu Powązkowskim (kwatera 106-5-17).

## Filmografia
- 1957: Kapelusz pana Anatola – portier "Dziadzio"
- 1939: Doktór Murek

### Polski dubbing
- 1938: Królewna Śnieżka i siedmiu krasnoludków – krasnoludek

## Ordery i odznaczenia
- Srebrny Krzyż Zasługi (30 listopada 1929)[3]
- Medal 10-lecia Polski Ludowej (19 stycznia 1955)[4]